# Adrien Thomasson
Pour les articles homonymes, voir Thomasson.
Adrien Thomasson, né le 10 décembre 1993 à Bourg-Saint-Maurice en Savoie, est un footballeur franco-croate. Il évolue au poste de milieu au RC Lens.

## Carrière

### Jeunesse
Adrien Thomasson est né d'un père français et d'une mère croate. Il possède ainsi la double nationalité et parle les deux langues, bien qu'il déclare avoir « perdu les bases » du croate par manque de pratique,.
Il commence le football à l'Amical sportif de Bourg-Saint-Maurice, ville dont il est originaire, qui devient en 2004, le Football Club Haute-Tarentaise. À cette époque, il pratique également le ski alpin, sa spécialité étant le slalom, et il va même jusqu'à participer à des compétitions au sein du Ski Club des Arcs, alors qu'il a entre 12 et 14 ans.
En 2008, il entre au FC Annecy et suit ses études au lycée Charles Baudelaire de Cran-Gevrier. À cette époque, il est testé par différents clubs professionnels : l'En Avant de Guingamp, l'AS Saint-Étienne et le FC Lorient. En 2011, il rejoint finalement l'Évian Thonon Gaillard FC. Il joue d'abord pendant trois mois avec l'équipe des moins de 19 ans avant d'intégrer rapidement l'équipe réserve qui évolue en Championnat de France amateur 2,,.

### Débuts avec les professionnels
Intégrant en fin de saison l'effectif professionnel, entraîné alors par Pablo Correa, il fait sa première apparition en Ligue 1 le 6 mai 2012 lors d'un match contre l'AC Ajaccio. En cette fin de saison, Thomasson apparaît encore par deux fois (contre l'OGC Nice et le Stade brestois), cumulant ainsi, à dix-huit ans, 47 minutes de jeu pour le compte de la saison 2011-2012. À propos de ses débuts, il déclare : « Pour moi c’était déjà incroyable [...] c'était la première fois que le coach faisait jouer un jeune comme ça... C’était une fierté. ».
En revanche, la saison suivante est plus délicate pour Thomasson. Ne s'étant « dans [sa] tête [...] pas préparé à jouer en Ligue 1 », le jeune joueur retrouve l'équipe réserve et ne s'entraîne plus avec les pros. C'est aussi durant cette année qu'il fait face au décès de son père, à propos duquel il déclare : « Ça m’a beaucoup endurci. ».

### Prêt au Vannes OC
En 2013-2014, il est prêté toute la saison au Vannes OC qui évolue en National,,. Il estime avoir « vraiment franchi des paliers en National » et que, n'ayant auparavant jamais quitté les Pays de Savoie, « cela a été un déclic de partir en Bretagne ». Il analyse très positivement son passage par le club vannetais, où il est l'auteur de 8 buts et 8 passes décisives en 27 matches, et ce malgré la relégation du club en CFA en fin de saison : « C’était une super expérience. pour moi [...] humainement, j’ai beaucoup appris et sportivement, ça s’est bien passé ».

### Éclosion à l'Évian Thonon Gaillard
En retour de prêt à l'ETG à l'été 2014, un nouveau prêt au Gazélec Ajaccio est envisagé pour le jeune attaquant, mais Pascal Dupraz décide finalement de le retenir en Haute-Savoie. Il se fait alors progressivement une place dans l'équipe première et marque son premier but en Ligue 1 avec l'ETG FC lors du match face à Rennes au Parc des Sports d'Annecy le 10 janvier 2015,.

### FC Nantes
Le 9 juin 2015, son transfert au FC Nantes est officialisé,. Adrien Thomasson est alors considéré par beaucoup de médias comme la « révélation de l'année » du club haut-savoyard, même si le journal France Football fait remarquer que « ses statistiques (2 buts, 4 décisives en 21 apparitions) rendent assez peu compte de l'impact de ce milieu aussi polyvalent que talentueux ». Il désire par ce transfert « changer de dimension ».
Le 22 juillet 2015, il marque son premier but avec le club en amical contre le FC Lorient.

### RC Strasbourg
Le 14 juin 2018, alors qu'il est en fin de contrat avec le FC Nantes, Adrien Thomasson s'engage avec le RC Strasbourg pour 3 ans.

### RC Lens
En janvier 2023, Thomasson s'engage au RC Lens avec un contrat portant jusqu'en 2026. Le montant du transfert est de 3,9 millions d'euros assorti d'un bonus de 500 000 euros. Alors qu'il n'avait pas marqué pour Strasbourg depuis le début de la saison, Thomasson marque son premier but sous ses nouvelles couleurs lors de son premier match disputé lors du 4e tour de Coupe de France contre le Stade brestois (1-3) alors qu'il avait été éliminé de la compétition avec son ancien club au tour précédent. 
Le 3 octobre 2023 face à Arsenal, Adrien Thomasson inscrit son premier but en Ligue des Champions permettant au Racing d'égaliser avant qu'Elye Wahi n'offre la victoire aux Sang et Or (2-1). 

## Statistiques
| Saison                | Club                  | Championnat           | Championnat | Championnat | Championnat | Coupe nationale | Coupe nationale | Coupe nationale | Coupe de la Ligue | Coupe de la Ligue | Coupe de la Ligue | Compétition(s) continentale(s) | Compétition(s) continentale(s) | Compétition(s) continentale(s) | Compétition(s) continentale(s) | Total | Total | Total |
| Saison                | Club                  | Division              | M.          | B.          | P.d.        | M.              | B.              | P.d.            | M.                | B.                | P.d.              | Comp.                          | M.                             | B.                             | P.d.                           | M.    | B.    | P.d.  |
| 2011-2012             | Évian Thonon Gaillard | Ligue 1               | 3           | 0           | 0           | -               | -               | -               | -                 | -                 | -                 | -                              | -                              | -                              | -                              | 3     | 0     | 0     |
| 2012-2013             | Évian Thonon Gaillard | Ligue 1               | -           | -           | -           | -               | -               | -               | -                 | -                 | -                 | -                              | -                              | -                              | -                              | 0     | 0     | 0     |
| 2014-2015             | Évian Thonon Gaillard | Ligue 1               | 21          | 2           | 7           | 2               | 0               | 0               | 1                 | 0                 | 0                 | -                              | -                              | -                              | -                              | 24    | 2     | 7     |
| Sous-total            | Sous-total            | Sous-total            | 24          | 2           | 7           | 2               | 0               | 0               | 1                 | 0                 | 0                 | -                              | -                              | -                              | -                              | 27    | 2     | 7     |
| 2015-2016             | FC Nantes             | Ligue 1               | 34          | 2           | 5           | 4               | 1               | 0               | 1                 | 0                 | 0                 | -                              | -                              | -                              | -                              | 39    | 3     | 5     |
| 2016-2017             | FC Nantes             | Ligue 1               | 29          | 2           | 2           | 2               | 0               | 0               | 2                 | 1                 | 0                 | -                              | -                              | -                              | -                              | 33    | 3     | 2     |
| 2017-2018             | FC Nantes             | Ligue 1               | 36          | 5           | 4           | 1               | 2               | 0               | 1                 | 0                 | 0                 | -                              | -                              | -                              | -                              | 38    | 7     | 4     |
| Sous-total            | Sous-total            | Sous-total            | 99          | 9           | 11          | 7               | 3               | 0               | 4                 | 1                 | 0                 | -                              | -                              | -                              | -                              | 110   | 13    | 11    |
| 2013-2014             | Vannes OC (prêt)      | National              | 27          | 8           | 0           | 3               | 1               | 0               | -                 | -                 | -                 | -                              | -                              | -                              | -                              | 30    | 9     | 0     |
| 2018-2019             | RC Strasbourg         | Ligue 1               | 34          | 5           | 8           | -               | -               | -               | 4                 | 0                 | 0                 | -                              | -                              | -                              | -                              | 38    | 5     | 8     |
| 2019-2020             | RC Strasbourg         | Ligue 1               | 25          | 8           | 1           | 2               | 1               | 0               | 1                 | 0                 | 0                 | C3                             | 4                              | 1                              | 2                              | 32    | 10    | 3     |
| 2020-2021             | RC Strasbourg         | Ligue 1               | 37          | 5           | 1           | -               | -               | -               | -                 | -                 | -                 | -                              | -                              | -                              | -                              | 37    | 5     | 1     |
| 2021-2022             | RC Strasbourg         | Ligue 1               | 31          | 8           | 4           | 2               | 0               | 1               | -                 | -                 | -                 | -                              | -                              | -                              | -                              | 33    | 8     | 5     |
| 2022-2023             | RC Strasbourg         | Ligue 1               | 15          | 0           | 2           | 1               | 0               | 0               | -                 | -                 | -                 | -                              | -                              | -                              | -                              | 16    | 0     | 2     |
| Sous-total            | Sous-total            | Sous-total            | 142         | 26          | 16          | 5               | 1               | 1               | 5                 | 0                 | 0                 | -                              | 4                              | 1                              | 2                              | 156   | 28    | 19    |
| 2022-2023             | RC Lens               | Ligue 1               | 20          | 5           | 6           | 3               | 1               | 0               | -                 | -                 | -                 | -                              | -                              | -                              | -                              | 23    | 6     | 6     |
| 2023-2024             | RC Lens               | Ligue 1               | 29          | 1           | 3           | 1               | 0               | 0               | -                 | -                 | -                 | C1                             | 5                              | 1                              | 0                              | 35    | 2     | 3     |
| 2024-2025             | RC Lens               | Ligue 1               | 33          | 3           | 5           | 1               | 0               | 0               | -                 | -                 | -                 | C4                             | 2                              | 0                              | 0                              | 36    | 3     | 5     |
| 2025-2026             | RC Lens               | Ligue 1               | 1           | 0           | 0           | -               | -               | -               | -                 | -                 | -                 | -                              | -                              | -                              | -                              | 1     | 0     | 0     |
| Sous-total            | Sous-total            | Sous-total            | 83          | 9           | 14          | 5               | 1               | 0               | -                 | -                 | -                 | -                              | 7                              | 1                              | 0                              | 95    | 11    | 14    |
| Total sur la carrière | Total sur la carrière | Total sur la carrière | 375         | 54          | 48          | 22              | 6               | 1               | 10                | 1                 | 0                 | -                              | 11                             | 2                              | 2                              | 418   | 63    | 51    |

## Palmarès

### En club
Alors qu'il évolue au sein du RC Strasbourg, Adrien Thomasson est vainqueur de la Coupe de la Ligue en 2019. 
Avec le RC Lens, il est vice-champion de France en 2023.
| RC Strasbourg (1)                       | RC Lens                           |
| --------------------------------------- | --------------------------------- |
| - Coupe de la Ligue - Vainqueur : 2019. | - Ligue 1 - Vice-Champion : 2023. |

## Aspects extra-sportifs
Plusieurs années après son passage au FC Annecy, Adrien Thomasson en devient actionnaire.